# Рейчъл Ямагата
Рейчъл Ямагата (на английски: Rachael Yamagata; родена на 23 септември, 1977 в Арлингтън, Вирджиния) е американска певица и авторка на песни. Тя свири на пиано и композира в свободното си време.

## Музикална кариера

### Bumpus
Ямагата става вокалистка на чикагската група Bumpus. Тя прекарва 6 години, пишейки и записвайки песни с групата. През 2001 след като е написала няколко песни, които не съвпадат с фънк стила на Bumpus, Ямагата решава да започне солова кариера. През септември 2002 г. записва компилация, носеща името ѝ, продуцирана от Малкълм Бърн, която излиза през октомври.

### Солова кариера
Следващият албум на Ямагата, Happenstance, излиза през юни 2004 г. Заснети са видеоклипове към двата сингъла „Worn Me Down“ и „1963“. Някои песни на певицата излизат в телевизионни програми, като „Как се запознах с майка ви“, „Спешно отделение“, „Клъцни/Срежи“, „Наричана още“, „Самотно дърво на хълма“, „Братя и сестри“, „Ориндж Каунти“ и др. Ямагата също така съдейства за песен от петия албум на Менди Мор – „Wild Hope“. Тя участва в турнето на Мор, откривайки много от концертите ѝ в страната.
Вторият студиен албум на Ямагата, още неозаглавен, първоначално е трябвало да излезе в края на лятото на 2007 г., но в началото на 2008 г. в официалния сайт на певицата излиза съобщение, че излизането на албума още предстои.

## Дискография

### Студиен албум
- „Happenstance“ (2004)

### Други компилации
- „Rachel Yamagata EP“ (2003)
- „Live at the Loft & More“ (2005)

### Сингли
- „Worn Me Down“
- „Letter Read“
- „1963“
- „Be Be Your Love“
- „Elephants“
- „Faster“
- „Sunday Afternoon“